# روی کلرات
روی کلرات ترکیبی معدنی از عنصر روی است که به عنوان یک عامل اکسنده در مواد منفجره استفاده می شود.